# 臺中寺
24°08′26″N 120°41′02″E / 24.140636°N 120.683909°E
護國山臺中寺（簡稱臺中寺）是臺灣日治時期位於臺中市榮町的佛教寺院，主祀釋迦牟尼佛，是曹洞宗在台中地區的主要佈教據點，興建於1903年，並在之後陸續擴建。戰後臺中寺改為它用，並約在1980年代被拆除。
日本佛教在台灣日治初期便來台傳教，曹洞宗即是其中的流派之一，其位在台灣最大的傳教據點是在臺北的曹洞宗大本山臺灣別院（今東和禪寺）。臺中寺則是曹洞宗位於台中的傳教據點，除了台中市的台中寺之外，在霧峰、北屯、豐原等地還設有布教所。

## 介紹
曹洞宗在台灣中部地區的傳教最初是在1897年，由長田觀禪在彰化寶光廟設置的佈教據點，並也設立了日語學校。長田觀禪於1901年11月9日，改在台中富貴街設立佈教所，並在之後計畫興建新的寺院。隨著佈教事業拓展，信徒人數在1903年已達到了500人。長田觀禪亦在同年1月向臺灣總督府提出申請建立寺院，寺號「護國山臺中寺」，預算為12,000圓。
在經臺灣總督府同意後，以及獲得來自本山（永平寺、總持寺）的補助金3,000圓，台中寺於是在1903年5月動工，同年10月完工，但此時只興建了庫裡（又稱庫院，為日本佛教建築的設施之一），本堂建築則是在之後才募款興建，但因適逢日俄戰爭開打，募款活動便因此暫緩。1907年6月，台中寺再度向總督府提出申請本堂興建的募款活動，而後鐘樓於1910年12月完工、本堂在1912年舉行上棟式，並在1919年增建觀音堂、山門和週圍土牆。寺院土地約有1,600坪，本堂佔地約100坪，主祀釋迦牟尼佛，配祀觀世音菩薩、永陽大師（承陽大師）、常濟大師、豐川吒枳尼真天等；臺中寺的信徒在1931年達到了2,000人。
臺中寺每周一會舉辦禪話會，每月17日舉辦佈道會，每年12月的最後一周舉辦針對本島人的佈道法會，並在每月的3、7、15、18、25日會在台中州、新竹州舉行巡迴佈教。

## 豐川吒枳尼真天堂
臺中寺境內設有神社，於建坪十坪二合五勺堂內奉祀由豐川稻荷請來的豐川吒枳尼真天。建於1916年(大正五年)三月二十一日，昭和四年改築。稱為台中州大正町豐川吒枳尼真天堂。
於二月初午、六月二十三日、十月二十三日進行大祭，每回皆有數百位參拜者。緣日祭為每月二十三日。

## 戰後使用
台中寺在1946年由日產接收委員會台中分會接收，之後移交台中市政府財政科，於1951年移交公產室管理，在其間曾被軍人佔住，在經過國術研究會負責人高國禧（曾任第一、二屆臺中市議員）商洽後，改由高國禧使用。

## 疑似靈塔之遺構
2025年6月23日，臺中市中區進行拆屋整地期間發現疑似寺廟古蹟的建物。過比對推測應為護國山台中寺的附屬建築，市府文資處則請所有權人暫停拆除，並將啟動相關文資調查程序。在初步了解建築部分結構採鋼筋混凝土蓋成，推測應是後期加蓋後，該建築被列為暫定古蹟。
6月25日，現場又挖出1塊疑為刻有「大野鳳洲和尚之碑」的石塊，大野即曾在1914年至1930年擔任台中寺的住持。

## 歷屆住持
- 長田觀禪（1897年4月起）
- 隅龍堂（1904年11月起）
- 渡邊盈祐（1910年10月起）
- 大野鳳洲（1913年12月起）
- 水上興基（1930年12月至1945年）[2]